# Ghisoni-Capannelle
Ghisoni-Capannelle est une station de ski située sur la commune française de Ghisoni, dans le département de la Haute-Corse, au cœur du parc naturel régional de Corse.

## Histoire

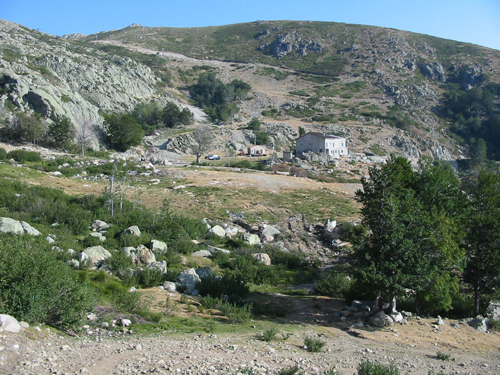
Le centre de la station en été.

E Capannelle sont le nom d'anciennes bergeries servant de refuge sur le sentier de grande randonnée GR 20. L'aménagement du site en station de ski a commencé en 1974 sous l'impulsion du Docteur Maymard et du maire de Ghisoni M. Vignaroli. Les infrastructures ont été installées à partir de 1975 avec la création des premiers téléskis. Un aménagement complet du massif était prévu, permettant de monter jusqu'à la crête à 2100 mètres d'altitude, ainsi qu'au lac de Bastani, grâce à des télésièges et des téléskis. Ce projet est resté sans suite.

## Situation
La station de Ghisoni-Capannelle est implantée sur le flanc est d'un chaînon montagneux d'orientation nord-sud culminant à 2 352 mètres au Monte Renoso (le troisième des quatre grand sommets structurants de la haute montagne corse). Elle domine la haute vallée du fleuve Fiumorbo.
Ses pentes sont connues en Corse pour leur enneigement tout au long de l’hiver, même si les précipitations arrivant de l’Italie sont de moins en moins nombreuses ces dix dernières années. Autrefois chaque année le mètre de neige était largement dépassé au sommet de la station à 1 870 m. Toutefois l'enneigement est de plus en plus aléatoire et l'ouverture, de plus en plus rare.
La route d'accès (D 169), qui serpente sur plus de 10 kilomètres dans la forêt de Ghisoni, part du pont de Cassu, sur la route de Ghisoni à Zicavo par le col de Verde (D 69). 
La route d’accès est assez étroite et surtout déneigée qu’aléatoirement par la DDE en hiver. Il est indispensable de se renseigner sur l’ouverture avant de s’y rendre.
Ghisoni-Capannelle est à 17 kilomètres de Ghisoni, 55 de Corte, 90 d'Ajaccio, 100 de Porto-Vecchio et 120 de Bastia.

## Organisation
La station est composée de deux parties : 
- Le parking haut : Le restaurant bar location de ski est au pied du téléski de Capaghjolu avec le grand parking.
- Le parking bas : Sous le refuge du GR20 à proximité des Capannelle, le bar restaurant et location de materiel ski ou snowboard moderne.

## Équipements
L’électrification de la station n’est toujours pas réalisé, et les remontées sont alimentées par groupe électrogène.
Le domaine skiable (ski de piste) s'étend de 1650 à 1840 mètres d'altitude.
- 2 pistes rouges
- 1 piste bleue
- 2 pistes vertes

- Téléski de Petra Niella (pour bons skieurs - Dénivelé moyen impressionnant) : ce téléski permet de monter les skieurs du parking inférieur vers le téléski débutant et le téléski de Capaghjolu. Piste desservie : La bleue Petra Niella de liaison avec le parking supérieur de la station et le domaine débutant du téléski de Purine. Le stade de slalom équivalent a une rouge de faible distance.
  - Année de construction : 1975 modifié en 2003
  - Longueur : 310 m
  - Dénivelé : 140 m
  - Altitude départ/arrivée : 1580 m / 1720 m
  - Débit : 400 personnes/heure
  - Vitesse d’exploitation : 3,5 m/s

- Téléski de Capaghjolu (pour bons skieurs) : Téléski le plus long de la station, c’est aussi celui qui permet de monter le plus haut. Il dessert la plus grande partie du domaine. Modifié en 2003, rallongé d’une centaine de mètres. Piste desservie : Les deux rouges, E Vangue et U Tagliu, ainsi que la bleue, A Sulana.
  - Année de construction : 1975 modifié en 2003
  - Longueur : 860 m
  - Dénivelé : 260 m
  - Altitude départ/arrivée : 1680 m / 1840 m
  - Débit : 600 personnes/heure
  - Vitesse d’exploitation : 3,5 m/s

- Téléski débutant de Purine
  - Année de construction : 1975
  - Longueur : 140 m
  - Dénivelé : 32 m
  - Altitude départ/arrivée : 1650 m / 1680 m
  - Débit : 550 personnes/heure
  - Vitesse d’exploitation : 2,5 m/s